# Эрбанова, Каролина
Каролина Эрбанова (чеш. Karolína Erbanová) — чешская конькобежка и хоккеистка, участница зимних Олимпийских игр 2010, 2014 года, бронзовый призёр зимних Олимпийских игр 2018 года, 2-кратная бронзовый призёр чемпионата мира, чемпионка Европы в спринтерском многоборье в конькобежном спорте и бронзовый призёр чемпионата мира по хоккею с шайбой.

## Биография
Каролина Эрбанова в детстве каталась на лыжах, играла в теннис и с 10 лет играла в хоккей в качестве защитника, а в возрасте 14 лет её тренер по хоккею с шайбой рекомендовал её главному тренеру команды "NOVIS" Петру Новаку в качестве потенциальной кандидатуры конькобежца. В 2006 году она присоединилась к команде "NOVIS" и начала заниматься конькобежным спортом под руководством Петра Новака в горном курорте Шпиндлерув-Млин. Изначально она бегала на длинных дистанциях 3000 и 5000 м вместе с Мартиной Сабликовой в период с 2008 по 2012 год.
Каролина дебютировала в Кубке мира в сезоне 2008/2009 в шестнадцатилетнем возрасте, и вместе с Андрея Йирку и Мартиной Сабликовой выиграла в Эрфурте на этапе Кубка мира в командной гонке. В 2009 году также впервые участвовала на чемпионаты Европы в Херенвене, заняв там 28-е место в общем зачёте и на юниорском чемпионате мира в многоборье, где шла на 4-м месте после трёх дистанции, но в забеге на 3000 м была дисквалифицирована, из-за того что забыла перестроиться на другую дорожку.
В январе 2010 года на чемпионаты Европы в Хамаре поднялась на 9-е место в многоборье, а в феврале на зимних Олимпийских играх в Ванкувере семнадцатилетняя Эрбанова участвовала на трёх дистанциях. Стала 23-й на 500 м, 12-й на 1000 м и 25-й на 1500 м. В том же году стала третьей в многоборье на чемпионате мира среди юниоров в Москве и 17-й на чемпионате мира в Херенвене.
В 2011 году выиграла чемпионате мира среди юниоров в Сейняйоки и стала 10-й на чемпионаты Европы в Коллальбо, а также 15-й на чемпионате мира в Калгари. Через год заняла 2-е место в многоборье на юниорском чемпионате мира. В сезоне 2010/13 впервые заняла 3-е место в общем зачёте Кубка мира на дистанции 1000 м.
В 2014 году Эрбанова перешла от тренера Новака в голландскую команду "Continu". На зимних Олимпийских играх в Сочи она заняла 9-е места на дистанциях 500 и 1000 м и 12-е на 1500 м. В 2015 году стал для неё переломным. Она стала бронзовым призёром на чемпионате мира в Херенвене — на дистанции 1000 метров и в спринтерском многоборье чемпионате мира в Астане.
В 2016 году Эрбанова заняла 7-е место на чемпионате мира в спринтерском многоборье, а в 2017 году победила на первом чемпионате Европы в спринтерском многоборье в Херенвене, заняв во всех четырёх забегах второе место. На чемпионате мира в спринтерском многоборье в Калгари заняла 4-е место.
В январе 2018 года на чемпионате Европы на отдельных дистанциях в Коломне завоевала бронзовую медаль в забеге на 500 м. 19 января на Кубке мира в  Эрфурте заняла 1-е место в беге на 500 м. Через месяц участвовала на своих третьих зимних Олимпийских играх в Пхёнчхане и на дистанции 1000 м заняла 7-е место, а 18 февраля на дистанции 500 м завоевала бронзовую медаль.
17 марта в финале Кубка мира в Минске Эрбанова выиграла вновь свою пятисотметровку, что привело её к 2 месту в общем зачёте Кубка мира  на этой дистанции. 27 августа 2018 года она объявила о своём уходе из профессионального конькобежного спорта в возрасте 25 лет, сославшись на унижение достоинства и агрессивное поведение тренера сборной Чехии по конькобежному спорту Петра Новака.
После 12 лет конькобежного спорта Эрбанова сменила свои коньки на хоккейные коньки и в своем первом сезоне 2019/20 в хоккее играла за ХК "Манки Йичин" в третьей женской лиге Чехии, забив 43 гола и отдав 18 результативных передач в 13 играх. В сезоне 2021/22 она перешла в первый дивизион лиги Швеции, выступая за "Альмтуну" и впервые была вызвана в национальную сборную на олимпийский квалификационный турнир. В сезоне 2021/22 выступала в составе сборной Чехии на чемпионате мира по хоккею с шайбой среди женщин в Хернинге, где стала бронзовым призером чемпионата мира. В июне 2022 года Эрбанова подписала контракт с командой из финской Найстен-лиги "HPK Hameenlinna".

## Личная жизнь
Каролина Эрбанова любит общение с друзьями, музыку, компьютеры.

## Результаты
| Год  | ЧЕ спринт | ЧЕ многоборье        | ЧМ спринт             | ЧМ многоборье       | ЧМ отдельные дистанции         | Олимпийские игры                | Кубок Мира                      | ЧМ среди юниоров                                      |
| ---- | --------- | -------------------- | --------------------- | ------------------- | ------------------------------ | ------------------------------- | ------------------------------- | ----------------------------------------------------- |
| 2009 |           | NC18 (14e,19e,12e,-) |                       |                     | 21e 1500 м 7e командная гонка  |                                 | 36e 1500 м · командная гонка    | 4e 1000 м 4e 1500 м DQ 3000 м 16e многоборье          |
| 2010 |           | 9e · (,17e,5e,12e)   |                       | NC17 · (,24e,12e,-) |                                | 23e 500 м 12e 1000 м 25e 1500 м | 45e 1000 м 22e 1500 м           | NF2 500 м · 1000 м · 1500 м · 17e 3000 м · многоборье |
| 2011 |           | 10e · (,19e,7e,12e)  |                       | NC15 · (,24e,10e,-) | 11e 500 м 17e 1000 м           |                                 | 26e 500 м 36e 1000 м 33e 1500 м | 500 м · 1000 м · 1500 м · 11e 3000 м · многоборье     |
| 2012 |           | NC15 · (,20e,16e,-)  |                       |                     | 8e 500 м 15e 1000 м 14e 1500 м |                                 | 17e 500 м 18e 1000 м 37e 1500 м | 500 м · 1000 м · 1500 м · 9e 3000 м · многоборье      |
| 2013 |           | NC12 · (,22e,11e,-)  | DQ4 (17e, 4e, 9e, DQ) | -                   | 13e 500 м 5e 1000 м 6e 1500 м  |                                 | 13e 500 м · 1000 м · 23e 1500 м |                                                       |
| 2014 |           | NC16 · (,21e,16e,-)  |                       |                     |                                | 10e 500 м 10e 1000 м 13e 1500 м | 14e 500 м 7e 1000 м 19e 1500 м  |                                                       |
| 2015 |           |                      | · (, 7e, , 5e)        |                     | 7e 500 м · 1000 м              |                                 | 6e 500 м 4e 1000 м 25e 1500 м   |                                                       |
| 2016 |           |                      | 7e (11e, 5e, 6e, 6e)  |                     | 14e 500 м 13e 1000 м           |                                 |                                 |                                                       |
| 2017 | · (, ,)   |                      |                       |                     |                                |                                 |                                 |                                                       |

 NC — не отобралась на заключительную дистанцию 
 DQ — дисквалификация 
дистанции для спринта (500 м, 1000 м, 500 м, 1000 м), для многоборья (500 м, 3000 м, 1500 м, 5000 м)